# Замерлянське
Замерлянське — колишнє село в Краснокутському районі Харківської області, підпорядковувалося Качалівській сільській раді.
1986 року в селі проживало 10 осіб. Зняте з обліку 1992 року.
Замерлянське знаходилося за 1 км південніше Качалівки.

## Принагідно
- Вікімапія
- Прийняття рішення